# باذعي (اسم)
بَاذِعِي هو اسم علم مذكر من أصل عربي، ومعناه هو نسبة إلى الباذع المفزع المخوف.